# 宇宙の小石
『宇宙の小石』（うちゅうのこいし、Pebble in the Sky ）は、アイザック・アシモフのSF小説。

## 概要
アシモフの最初の長編作品で、「ファウンデーションシリーズ」に繋がる小説群の1つ。『暗黒星雲のかなたに』や『宇宙気流』と共に、ファウンデーション宇宙史の前史（トランター帝国史）であるアシモフの銀河帝国シリーズを型作っている。なおタイトルの「宇宙の小石」とは、人類発祥の地だということが忘れ去られてちっぽけな存在となってしまった地球の比喩である。
原型はある雑誌の依頼で描かれた中編『我と共に老いよ（Grow Old With Me）』であり、編集方針の変更により採用されずお蔵入りになっていたのを、友人のフレデリック・ポールが出版社のダブルデイ社に紹介、長編化の依頼を受ける事になった。

## あらすじ
主人公のジョゼフ・シュワーツは、1949年にアメリカのシカゴで余生を送る洋服屋の隠居。彼が散歩中、近くにあった核物理研究所のプルトニウム実験の余波を受け、次元の断層を通り、別の世界（実は未来の地球。アーヴァダンの推定では5万年後だが後のアシモフの小説群からの計算では8000年後）へ飛ばされてしまう。
突然の環境の変化にパニックとなり、言葉も通じず狼狽する彼は、その世界の人間からは痴呆として扱われる。そのため彼は哺乳類の知能を増大させる装置『シナプシファイアー』の実験台にされ、とてつもない知能とある特殊能力を得てしまう。そのおかげでたちまち彼らの言葉を理解できるようになった主人公は、そこが放射能に汚染された未来の地球であることを知る。この時代の地球では、放射能汚染の影響で食料生産能力が低いため、人口抑制政策として地球市民は（一部の例外を除き）60才になると安楽死させられることになっていた。
彼がたどり着いた時代では人類は銀河宇宙に進出し、広大な銀河帝国を形成していたが、放射能にまみれた辺境惑星として地球は蔑まれ、人類のルーツの惑星であった事は忘却の彼方に置き去られており、地球側はそれを恨んでいる状況だった。そんなおり、強力な細菌兵器を持ち銀河帝国の撃滅を企む狂信集団「古代教団」と、その計画を知った考古学者ベル・アーヴァダンとの対立に、シュワーツは否応なしに巻き込まれてしまう。シナプシファイアーによって得た能力を使って、シュワーツは単身で古代教団の野望に挑む。

## 登場人物
ジョゼフ・シュワーツ
元は20世紀の地球で暮らしていた洋服屋のご隠居。高等教育は受けていないが、濫読家であり記憶力に優れているため多くの知識を持つ。偶然タイムトリップして銀河帝国の迫害を受ける未来の地球に来てしまった。アービンに拾われ農場仕事を手伝っていたが、シカに連れていかれ、そこで応募の無いシナプシファイアーの被験者となり、その効果で他人の脳波を感知して読むことができるようになる。
ベル・アーヴァダン
シリウス出身の考古学者。若くして銀河帝国成立以前の文化研究についての権威となった。人類発祥の地が地球であることを証明しようとしている。偶然、シュワーツを探しているポーラと遭遇して恋に落ちてしまう。
アフレット・シェクト
地球人の物理学者。シナプシファイアーの発明者。地球人としては珍しく銀河帝国への反感が少ない。
ポーラ・シェクト
アフレットの娘。アーヴァダンに対して相思相愛の恋心を抱く。
エニアス
銀河帝国の役人であり地球行政長官。地球を支配するトップであるが、常に反乱の危機に悩まされている。
ボルキス
地球総理の秘書。古代教団の有力団員。お飾りに過ぎない地球総理を操る、地球人の裏の支配者であり、いずれは地球を自分の意のままに支配しようという権力欲を持っている。
ナター
古代教団の諜報員。アーヴァダンとシュワーツを銀河帝国の諜報員だと疑い、密かに工作を進める。
クローディー
銀河帝国軍の中尉。シリウス出身。地球駐留に不満を抱き、地球人を激しく憎悪している。
アービン
シカ郊外に住む農夫。妻ロア、義父グルーと暮らしている。「６０の掟」に反してグルーを匿っているため、労働力が二人しかいないのに三人分の稼ぎを得なければならず、グルーが見つけたシナプシファイアーの被験者の話しに、たまたま拾ったシュワーツを連れて行くことにする。
ロア
アービンの妻。
グルー
ロアの父親。両足が悪く、車椅子を使用。６０才を越えており、人口過剰の地球における「６０の掟（６０才になると安楽死させられる）」に違反して命を長らえている。新聞を愛読しており、シナプシファイアーの被験者になるともらえる報酬についてアービンに助言する。

## 史実との類比
本書におけるトランター支配下の地球はあきらかにローマ帝国支配下のユダヤ属州になぞらえられている。トランターに対し反乱を企図する狂信者は、西暦66年にユダヤ戦争を引き起こした熱心党 (Zealots) がモデルである。これは本書の後の時代にあたるファウンデーションシリーズにおけるトランターがローマ帝国の衰亡をなぞっていることと軌を一にしている。この史実に対するアシモフの態度は狂信者が悪役として描かれていることから明らかである。この反乱を未然に防ぎ、ユダヤ戦争におけるエルサレム神殿の破壊のような悲劇が繰り返されることを食い止めたジョセフ・シュワーツが明らかにユダヤ人であることは特記に価する。

## 書誌情報
- 『宇宙の小石』 沼沢洽治 訳、創元SF文庫 1972年、ISBN 4-488-60405-6
- 『宇宙の小石』 高橋豊 訳、ハヤカワ文庫SF 1984年9月、ISBN 4-15-010577-4